# Болеслав Бјерут
Болеслав Бјерут (пољ. Bolesław Bierut; 18. април 1892 — 12. март 1956) био је пољски комунистички вођа, председник и премијер у послератној Пољској.

## Биографија
Рођен је 1892. године у селу Рури Језуицкије, које је данас део града Лублина (тада део Руске Империје). Његов отац, Хенрик Рутковски, био је сеоски учитељ. Своје презиме Бјерут је сковао по мајчину девојачком презимену Бјернацка, отуда Бје(р)рут.
Године 1925. је отишао у Москву, где је похађао школу Комунистичке интернационале. Био је ухапшен у Пољској због комунистичке активности, због чега је био у затвору од 1933. године до 1938. године. Када је Јосиф Стаљин распустио Комунистичку партију Пољске 1938, добио је амнестију, настанио се у Варшави и радио као књижничар. Због боравка у затвору избегао је страдање у стаљинским чисткама.
Кад је нападом Немачке на Пољску почео Други светски рат, Бјерут је побегао у Источну Пољску да би избегао војну обвезу. Овај део Пољске су убрзо анектирали Совјети. Прве године рата провео је у Совјетском Савезу, да би се 1943. године вратио у Пољску као вођа новоформиране Пољске радничке партије (идеолошка наследница КП Пољске). Након ослобођења Пољске, био је на челу пољске привремене владе, Народног већа, од 1944. године до 1947. године.
Од 1947. године до 1952. године био је председник Пољске и касније премијер, јер је положај председника био укинут, те генерални секретар владајуће Пољске уједињене радничке партије. Био је познат као ригидни стаљинист. Надгледао је суђења многих ратних вођа из покрета отпора, црквених званичника и осталих који су се противили новој власти. Један од најпознатијих који је страдао под његовим режимом је Витолд Пилецки, јунак из Аушвица.
Умро је под неразјашњеним околностима у Москви 12. марта 1956. године, недуго након заседања Двадесетог конгреса КПСС на којем је Никита Хрушчов подвргнуо критици Стаљинов култ личности и диктатуру. Бјерутова смрт симболично је означила крај ере стаљинизма у Пољској.